# Stephanopodium engleri
Stephanopodium engleri är en tvåhjärtbladig växtart som beskrevs av Henri Ernest Baillon. Stephanopodium engleri ingår i släktet Stephanopodium och familjen Dichapetalaceae. Inga underarter finns listade i Catalogue of Life.